# Hertfordshire
Hertfordshire (skrótowo Herts) – hrabstwo administracyjne (niemetropolitalne), ceremonialne i historyczne we wschodniej Anglii, w regionie East of England, położone na północ od Londynu, będące jednym z tzw. Home Counties.
Powierzchnia hrabstwa wynosi 1643 km², a liczba ludności – 1 116 000 mieszkańców (2011). Ośrodkiem administracyjnym hrabstwa jest Hertford, największym miastem Watford, a jedynym miastem posiadającym status city – St Albans. Innymi większymi miastami na terenie hrabstwa są Hemel Hempstead, Stevenage, Welwyn Garden City, Cheshunt oraz Hoddesdon.
Południowa część hrabstwa leży na obszarze Basenu Londyńskiego, a przez północną przebiega pasmo wzgórz Chiltern Hills.
Na zachodzie Hertfordshire graniczy z hrabstwem Buckinghamshire, na północy z Bedfordshire, na północnym wschodzie z Cambridgeshire, na wschodzie z Essex, a na południu z regionem Wielkiego Londynu.

## Podział administracyjny
W skład hrabstwa wchodzi dziesięć dystryktów.
1. Three Rivers
2. Watford
3. Hertsmere
4. Welwyn Hatfield
5. Broxbourne
6. East Hertfordshire
7. Stevenage
8. North Hertfordshire
9. City of St. Albans
10. Dacorum